# Upplands runinskrifter 191
Upplands runinskrifter 191 är ett försvunnet vikingatida runstensfragment som funnits i Morsta, Össeby-Garns socken och Vallentuna kommun. Av ornamentiken att döma är det samme ristare som gjort U 190. Båda ristningarna har attribuerats till Torsten.

## Inskriften
Translitterering av runraden:
[× krukr × auk × tia... ... ...þurʀ sin k(u)...]
Normalisering till runsvenska:
Krokʀ ok Dia[rfʀ] ... [fa]ður sinn go[ðan].
Översättning till nusvenska:
Krok och Djärv ... sin gode fader.